# Baby Faced Killer
| Recensione | Giudizio |
| ---------- | -------- |
| AllMusic   | [ 1 ]    |

Baby Faced Killer è il secondo album solista pubblicato nel 1978 dal cantante inglese David Byron, il primo dopo il suo abbandono degli Uriah Heep.

## Tracce
Tutte le tracce sono state composte da David Byron e Daniel Boone.
1. Baby Faced Killer – 3:10
2. Rich Man's Lady – 3:51
3. Sleepless Nights – 3:48
4. African Breeze – 4:12
5. Everybody's Star – 4:20
6. Heaven or Hell – 4:42
7. Only You Can Do It – 4:04
8. Don't Let Me Down – 3:21
9. Acetylene Jean – 3:19
10. I Remember – 4:08

## Formazione
- David Byron - voce
- Stuart Elliott - batteria
- Alan Jones - basso
- Daniel Boone - chitarra, tastiere e percussioni
- Barry Desouza - batteria
- Lester Fry - timpani e campane tubolari